# Tipula natalia
Tipula natalia är en tvåvingeart som beskrevs av Alexander 1956. Tipula natalia ingår i släktet Tipula och familjen storharkrankar. Inga underarter finns listade i Catalogue of Life.